# Sonos
Sonos Inc. è un'azienda statunitense d'elettronica di consumo fondata nel 2002 da John MacFarlane, Craig Shelburne, Tom Cullen e Trung Mai, con sede a Santa Barbara, California.
Sonos sviluppa e produce sistemi di altoparlanti attivi e componenti hi-fi che sono collegati in rete tramite WLAN. Il sistema può utilizzare file audio locali o servizi di streaming musicale e riprodurli contemporaneamente in più stanze. Il sistema audio è controllato da un'app sullo smartphone, tablet PC o desktop PC e in parte tramite controllo vocale.

## Storia
Sonos è stata fondata nel 2002 da John MacFarlane, Craig Shelburne, Tom Cullen e Trung Mai, con MacFarlane che desidera creare un servizio wireless.  Nel 2004, MacFarlane portò un prototipo del primo prodotto dell'azienda, il pacchetto di altoparlanti digitali Smart Music System, al CES e al telecomando in una conferenza stampa del Wall Street Journal, nello stesso anno. Il bundle ha vinto il premio "Best of Audio" ai premi CES Innovations Design and Engineering di novembre ed è stato rilasciato nel febbraio 2005.  A marzo, la società ha introdotto l'amplificatore ZP100 (in seguito sostituito dal ZP120 e rimarchiato come CONNECT: AMP) come componente aggiuntivo del pacchetto attuale Digital Music System. Il bundle fu anche annunciato per essere venduto nel Regno Unito più tardi in maggio.  Questo è stato aggiunto poco dopo dallo ZP80 non amplificato (in seguito sostituito dallo ZP90, rinominato come CONNECT) con connessioni di ingresso e uscita analogiche e digitali per collegare il sistema Sonos di un utente al proprio amplificatore tradizionale. Nel 2009 lo ZonePlayer S5 (in seguito ribattezzato PLAY: 5) è stato rilasciato un altoparlante intelligente amplificato.
Nel febbraio 2011, Sirius XM è stato aggiunto al catalogo di servizi musicali di Sonos.  A luglio, la società ha annunciato PLAY: 3 , un secondo diffusore amplificato più piccolo nella sua linea Play di altoparlanti intelligenti e ha aggiunto Spotify al suo catalogo. MOG è stato anche aggiunto al catalogo dei servizi, con una prova gratuita di 14 giorni, a maggio.
Nell'agosto 2012 è stata aggiunta la compatibilità di Amazon Cloud Player.  A maggio, la società ha annunciato il subwoofer wireless SUB e ha aggiunto QQ Music al proprio catalogo con la collaborazione di Tencent . Nello stesso mese, Sonos ha annunciato Sonos Studio, uno studio e una galleria d'arte in cui l'arte è stata esposta insieme ai prodotti di Sonos gratuitamente,  e eventi in primo piano con artisti come Beck, The Lonely Island, Solange e altri, e ha pubblicato un video sul suo sviluppo a luglio.
Nel febbraio 2013, Sonos ha annunciato l'altoparlante della soundbar PLAYBAR. In ottobre, Sonos ha annunciato un terzo diffusore compatto e intelligente, PLAY: 1. A dicembre, secondo le stime, la società avrebbe raccolto $ 118 milioni in finanziamenti di venture capital, incluso un giro da $ 25 milioni; I suoi investitori hanno incluso Kohlberg Kravis Roberts, Redpoint Ventures e Elevation Partners.
Nel marzo 2014, la società ha annunciato un aggiornamento della sua app Universal Controller per il proprio sistema. Nel gennaio 2015, Sonos è stato rinominato da Bruce Mau Design,  con una nuova identità visiva e logotipo migliorato che è stato creato nell'arco di quattro anni, dal 2011 al 2014.  Sonos ha anche annunciato l'edizione limitata Blue Note PLAY: 1 a febbraio, una collaborazione con Blue Note Records,  che è stata messa in vendita a marzo. Un nuovo ("2 gen") PLAY: 5 speaker è stato annunciato a settembre.  A ottobre, il supporto di Amazon Music è stato ufficialmente aggiunto dopo 3 anni di supporto a Cloud Player e i preordini per PLAY: 5 sono iniziati nello stesso mese. A novembre, una funzione di ottimizzazione chiamata Trueplay è stata rilasciata in un aggiornamento del software. Trueplay sintonizza l'uscita delle unità di altoparlanti intelligenti Sonos sull'acustica della stanza in cui si trovano. La procedura di sintonizzazione iniziale richiede l'uso di uno smartphone o tablet Apple adatto.
Apple Music è diventata disponibile per lo streaming a febbraio 2016 e Sonos ha anche pubblicato uno studio dal titolo Music Makes it Study. A marzo, il CEO John MacFarlane ha annunciato il passaggio dell'azienda ai servizi di streaming di musica e controllo vocale invece della riproduzione locale e licenziato alcuni dipendenti. A luglio, la società ha aperto il suo primo Sonos Store a SoHo.  A settembre, la società ha annunciato che i suoi prodotti sarebbero disponibili su Apple Store.
Nel gennaio 2017, McFarlane ha annunciato tramite il blog della società che avrebbe abbandonato il suo ruolo di amministratore delegato e che sarebbe stato sostituito in tale incarico dall'ex direttore delle attività Patrick Spence.
Nel dicembre 2017, IKEA e Sonos hanno annunciato una collaborazione per costruire la tecnologia di Sonos in mobili venduti da IKEA.  I primi prodotti risultanti dalla collaborazione verranno lanciati nel 2019.

## Prodotti
L'azienda offre attualmente sette altoparlanti amplificati: quattro altoparlanti intelligenti (ONE, PLAY: 1, PLAY: 3 e PLAY: 5), due soundbar (PLAYBAR e BEAM), una base audio (PLAYBASE) e un subwoofer (SUB). Offre inoltre CONNECT: AMP per pilotare coppie di altoparlanti non alimentati e CONNECT per collegare un sistema Sonos a apparecchiature audio convenzionali come amplificatori e lettori CD.
Più dispositivi Sonos in una singola abitazione sono collegati tra loro in modalità wireless o tramite una rete ethernet cablata o una combinazione dei due.  Il sistema Sonos crea una rete mesh peer-to-peer codificata AES proprietaria, nota come SonosNet.  Ciò consente a ciascuna unità di riprodurre qualsiasi input scelto e, se lo desidera, condividerla come audio sincronizzato con una o più altre zone scelte.  Un singolo ZonePlayer o ZoneBridge deve essere collegato a una rete per l'accesso a sorgenti audio LAN e Internet quando si utilizza questa funzione o quando si crea un'installazione surround 3.1 / 5.1. SonosNet 2.0 integra MIMO su hardware 802.11n , fornendo una connessione più robusta. Sonos non implementa la tecnologia wake-on-wireless, richiedendo invece che ogni lettore o bridge Sonos mantenga costantemente una connessione wireless, anche quando è in modalità standby o connesso via cavo. I dispositivi Sonos non dispongono di pulsanti di accensione e la società dichiara che ciascun diffusore consuma 4-8 W in modalità di attesa / standby.
In precedenza Sonos offriva due controller portatili dedicati. Le vendite del controller CR200 più recente sono state interrotte nel 2012. I controller CR200 esistenti continuano a funzionare, tuttavia ci sono segnalazioni di guasti del touchscreen che non possono essere riparati. La precedente CR100 cessò di essere supportata nell'aprile 2018.

## Loghi

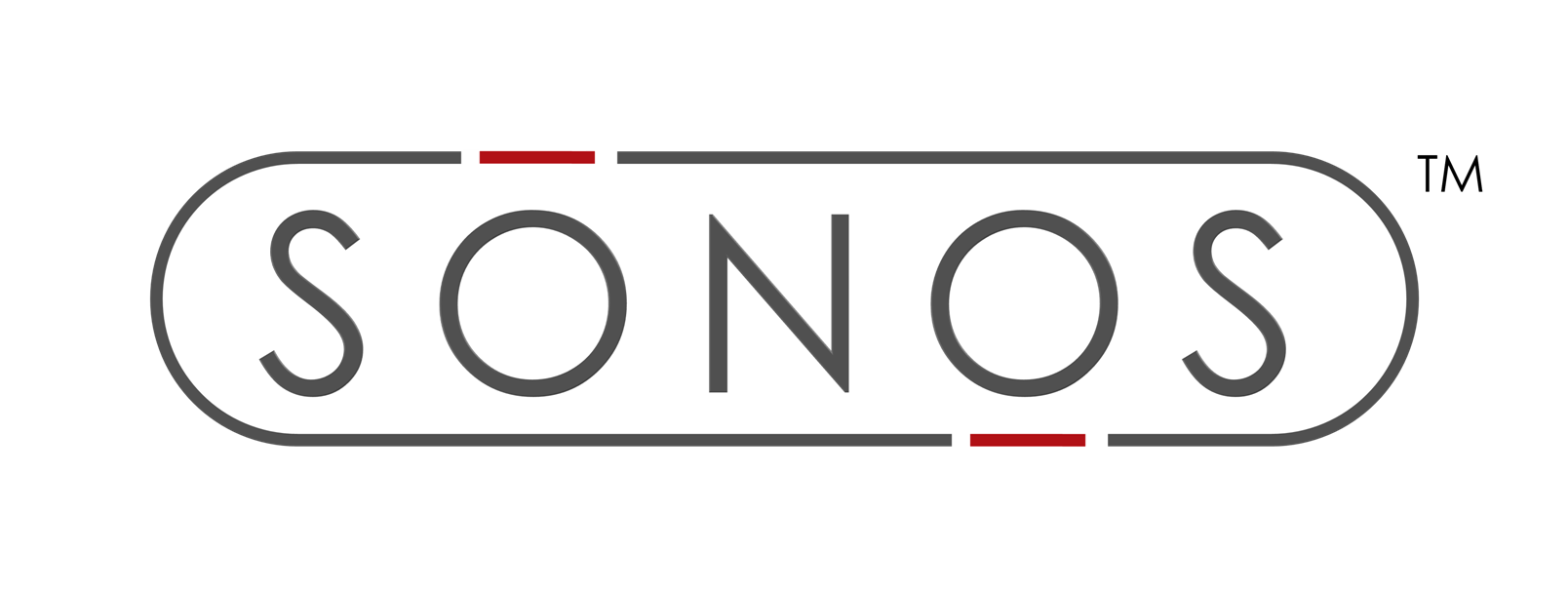
Il primo logo Sonos, utilizzato dal 2002-2011.
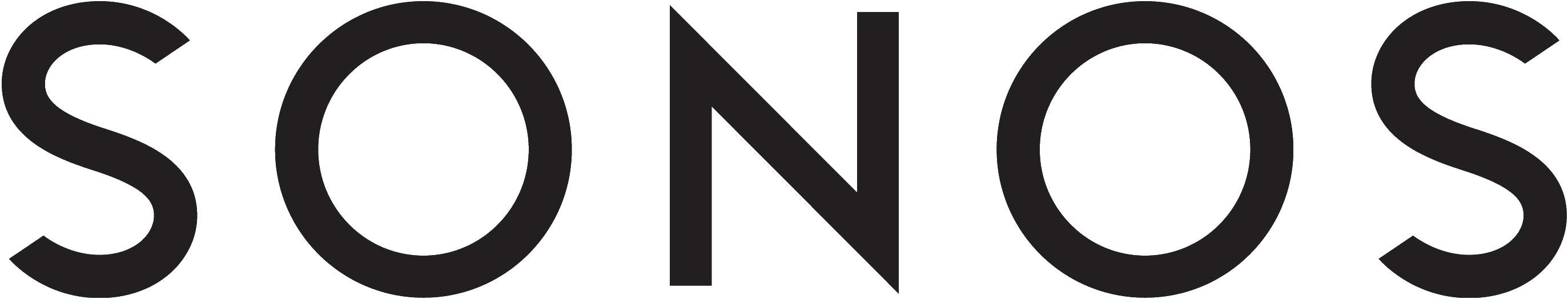
Secondo logo, utilizzato dal 2011-2015 come parte del rebrand di Bruce Mau Design.
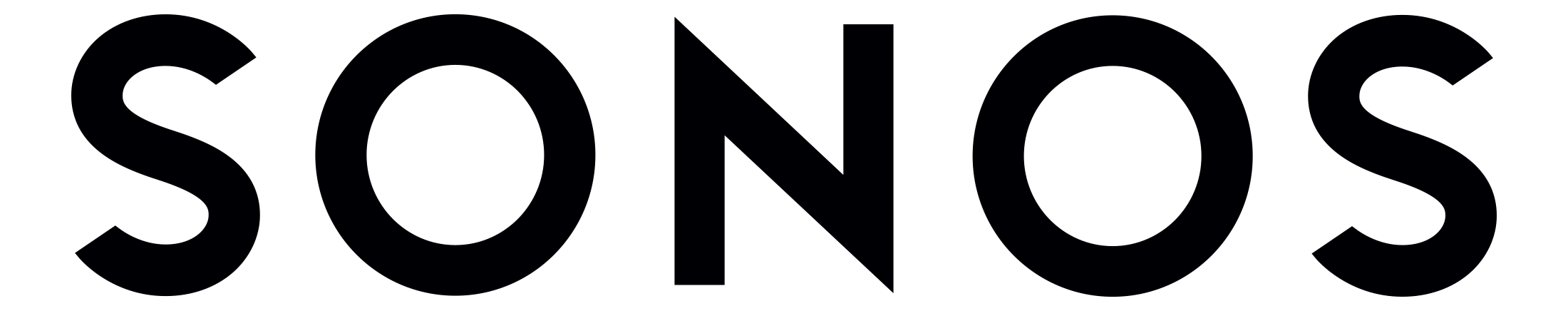
Logo attuale.  È più audace rispetto al suo predecessore pur mantenendo lo stesso carattere.